# Valle del Mela
La valle del Mela giace sul versante occidentale dei monti Peloritani, nel territorio della città metropolitana di Messina, e deve il suo nome all'omonimo fiume (nei cui pressi si trovava il tempio di Diana Facellina). È una zona considerata a rischio ambientale. Vi è una proposta di realizzare in questa valle un aeroporto, non lontano dal centro abitato di Merì.
I comuni che fanno parte della Valle del Mela sono, da ovest a est: Barcellona Pozzo di Gotto, Merì, Milazzo, Santa Lucia del Mela, San Filippo del Mela, Pace del Mela, Gualtieri Sicaminò, Condrò.